# Воскресни, кохання моє
«Воскресни, кохання моє» (англ. Arise, My Love) — американська романтична комедія режисера Мітчелла Лейзена, що вийшла на екрани в 1940 році. Сценарій написаний Чарльзом Брекеттом та Біллі Вайлдером за мотивами оригінальної історії Бенджаміна Глейзера та Яноша Секея.
Знятий на початку Другої світової війни в Європі та заснований на реальних подіях, фільм вплинув на ставлення американців до війни та вступ США до битви з нацистською Німеччиною: «Сценарій був пророчим у 1940 році». У 1941 році фільм отримав премію «Оскар» за найкраще літературне першоджерело.